# Výhledy
Výhledy (tyska: Gickelsberg) är en kulle i Tjeckien.   Den ligger i regionen Liberec, i den norra delen av landet, 90 km norr om huvudstaden Prag. Toppen på Výhledy är 569 meter över havet.